# Чхатх
Чхатх (хинди छठ) или су́рья-ша́шти — древний индуистский праздник, посвящённый богу Солнца Сурье. Чхатх пользуется наибольшей популярностью в Бихаре, Джаркханде и в регионе Терай в Непале. Празднуется в месяц картика по индуистскому лунному календарю.
В этот день, в честь Сурьи проводится чхатх-пуджа, в ходе которой индуисты выражают Сурье благодарность за поддержание жизни на Земле и просят его об исполнении своих желаний. Сурья почитается как бог энергии и жизненной силы и в ходе фестиваля ему поклоняются и просят о благополучии, процветании и прогрессе. Индуисты верят в то, что поклонение солнцу может излечить от различных болезней, обеспечить долголетие и процветание членам семьи и друзьям.
Фестиваль длится четыре дня, в ходе которых проводятся различные ритуалы: омовение в священных реках и водоёмах, посты, пребывание в воде в течение долгого периода времени, предложение еды и молитв восходящему и заходящему солнцу.